# Victoriano Huerta
José Victoriano Huerta Ortega (Colotlán, 23. prosinca 1850. – El Paso, Teksas, 13. siječnja 1916.), meksički predsjednik i diktator.
Rodio se u državi Jalisco. U 17. godini prijavio se u vojsku, iskazao se na bojnom polju i upisao se na vojnu akademiju u gradu Chatapultec. Kada je Francisco Madero došao na vlast, zakleo mu se na vjernost i dobio čin generala. No, istodobno je kovao urotu kako svrgnuti predsjednika koji je zamijenio diktatora imenom Porfirio Diaz. Uhitio je Madera i dao ga streljati. Preuzeo je dužnost predsjednika, ali je uveo vojnu diktaturu koja nije bila po volji vladi SAD-a. Nakon okupacije grada Veracruz i ustanka koji su poveli Pancho Villa, Emiliano Zapata i Álvaro Obregón, Huerta je morao otići s položaja koji je obnašao. Otišao je u egzil, prvo na Jamajku, potom u Englesku, pa Španjolsku i SAD, gdje je stavljen je u kućni pritvor. Umro je od trovanja alkoholom u 65. godini.